# Puebla de Lillo (kommun)
Puebla de Lillo är en kommun i Spanien.   Den ligger i provinsen Provincia de León och regionen Kastilien och Leon, i den norra delen av landet, 300 km norr om huvudstaden Madrid. Antalet invånare är 704.